# Dibrachoides
Dibrachoides är ett släkte av steklar som beskrevs av Kurdjumov 1913. Dibrachoides ingår i familjen puppglanssteklar.
Kladogram enligt Catalogue of Life och Dyntaxa:
| Dibrachoides | \| \| Dibrachoides cionobius \| \| \| \| \| \| Dibrachoides dynastes \| \| \| \| \| \| Dibrachoides eximius \| \| \| \| |
|              | \| \| Dibrachoides cionobius \| \| \| \| \| \| Dibrachoides dynastes \| \| \| \| \| \| Dibrachoides eximius \| \| \| \| |
|              | Dibrachoides cionobius                                                                                                  |
|              | |
|              | Dibrachoides dynastes                                                                                                   |
|              | |
|              | Dibrachoides eximius |
|              | |